# Bakenkhonsou
Bakenkhonsou, est un grand prêtre d'Amon et maître d’œuvre pour le compte de Ramsès II. Son nom signifie « Servant de Khonsou » ou « Âme de Khonsou ».
Des informations sur sa vie ont été trouvées au dos de sa statue-cube (qui se trouve maintenant à Munich). Les informations sur la statue fournissent des détails sur l'éducation des jeunes nobles égyptiens à cette époque et sur la carrière des prêtres.

## Biographie
Selon les informations inscrites sur sa statue, Bakenkhonsou est le fils d'Ipoui, un prêtre d'Amon (d'autres sources suggèrent qu'il était le fils de Roma, dont la femme s'appelait aussi Roma). Ses deux frères cadets étaient Roma-Roi et Ipoui. Il a passé quatre ans à l'école, en commençant à l'âge de quatre ans, comme c'était la coutume à cette époque. Il a ensuite travaillé dans les écuries du pharaon Séthi Ier pendant onze ans. Il y apprend à tirer à l'arc et à conduire un char. Il est possible qu'il ait également servi dans l'armée du pharaon.
La carrière de prêtre de Bakenkhonsou a ensuite commencé lorsqu'il a rejoint la prêtrise d'Amon à Thèbes, où son père était déjà prêtre (Ipoui est devenu plus tard le second prophète d'Amon). Bakenkhonsou a servi comme prêtre-ouâb (le plus bas rang sacerdotal) pendant quatre ans. Il a ensuite été promu au rang de prophète et, douze ans plus tard, il était le troisième prophète d'Amon, le troisième prêtre le plus haut placé dans la prêtrise la plus puissante de l'époque. Plus tard, il fut promu deuxième, puis premier prophète ou grand prêtre, poste qu'il occupa pendant vingt-sept ans. Il est mort au cours de la dernière année de règne de Ramsès II, à l'âge de quatre-vingt-dix ans, et son frère Roma-Roi lui a succédé comme grand prêtre.
Bakenkhonsou fut responsable de plusieurs projets de construction pour le pharaon, dont le temple oriental du complexe de Karnak.
Bakenkhonsou est marié à Meretseger, qui portait le titre de chef du harem d'Amon. Deux de leurs fils, Paser et Amenmesse, devinrent gouverneurs de Thèbes. Leur fille, Néfertari, a épousé Tjanefer, le troisième prophète d'Amon et trois de ses fils et un petit-fils sont devenus des prêtres de haut rang (quatrième, troisième ou deuxième prophètes d'Amon). La famille est apparentée à une autre importante famille de prêtres dont faisait partie Ramsèsnakht, qui était Grand Prêtre d'Amon pendant la XXe dynastie, car le fils de Néfertari, Amenemopet, a épousé la fille de Ramsèsnakht, Tamerit/Aatmerit.

## Textes autobiographiques
Bakenkhonsou a laissé des inscriptions autobiographiques sur des statues de Karnak, dont l'une se trouve maintenant dans un musée de Munich.
Bakenkhons décrit sa vie comme suit :
J'ai passé 4 ans en tant que jeune homme prometteur

J'ai passé 11 ans en tant que jeune homme, où j'étais maître d'écurie stagiaire du roi Menmare

J'ai été wab prêtre d'Amon pendant 4 ans

J'ai été un Père de Dieu d'Amon pendant 12 ans

J'ai été Troisième Prophète d'Amon pendant 15 ans

J'ai été Deuxième Prophète d'Amon pendant 12 ans

Il m'a témoigné sa faveur, car il a reconnu la valeur de mon caractère

Il m'a nommé Grand Prêtre d'Amon pendant 27 ans (déjà)
Sur une autre statue du Caire (CGC 42155), Bakenkhonsou mentionne qu'il était originaire de Thèbes et que ses parents étaient également thébains. Il a passé quelques années à l'école de scribes, et son propre père lui a appris le métier de prêtre-ouâb dans le temple d'Amon.

## Sépulture
La sépulture de Bakenkhonsou est la tombe TT35 située dans la vallée des Nobles.
Dans le couloir, il y a plusieurs représentations de Bakenkhonsou et de sa femme Meretseger. Une niche contient des statues assises de Bakenkhonsou et de sa femme. Une pyramide était également associée à la tombe.
Le sarcophage (2,20 m) de Bakenkhonsou se trouve maintenant au World Museum de Liverpool (M13864). Parmi les autres trouvailles de la tombe figurent une palette de scribe en bois sous la forme d'un vase, qui se trouve aujourd'hui au Louvre (N 3018), et une statue-bloc, qui se trouve aujourd'hui au Staatliche Sammlung für Ägyptische Kunst de Munich. La statue-bloc est inscrite sur quatre colonnes verticales de hiéroglyphes relatant l'histoire de sa vie. Le socle de la statue-bloc est également gravé de hiéroglyphes.
Son nom « Âme (de) Khonsou » peut être lié au titre donné sur son bloc statuaire : « Victoire à jamais pour l'âme », en utilisant la branche (hiéroglyphe) n-khet pour victoire ; à jamais, h-Ra-h, (le h-(hiéroglyphe de la mèche)), étant dans un bloc hiéroglyphique pour « éternité », et « l'âme », dans un autre bloc pour : « pour l'âme de », ou « pour l'esprit de », ce qui donne : « Victoire à jamais pour l'âme ».